# Клейгильс
Клейгильс или Клейгельс (англ. Clayhills) — русский дворянский род, происходящий из Шотландии.

## Происхождение и история рода
В конце XVII века Клейгильсы переселились в Ревель (ныне — Таллин), где многие представители этого рода были членами городского совета. В начале XIX века три ветви Клейгильсов приобрели службой русское дворянское достоинство.
- Клейгельс, Николай Васильевич (1850—1916) — русский военный и государственный деятель.

## Описание герба
В щите золотая перевязь. По её сторонам снизу и сверху бегущие вверх вправо две серебряные борзые собаки с червлёными глазами и языками. Верхняя собака бежит в червлёном, нижняя в зелёном полях.
На щите дворянский коронованный шлем, украшенный бурлетом, перевитым червленым, золотом, зеленью и серебром. Нашлемник: правая рука в серебряных латах, держащая серебряный с золотой рукояткой меч. Намёт на щите справа червлёный, слева зелёный, подложенный серебром.